# Henri Band
Henri Band est un groupe de rock 'n' roll canadien, originaire de Lachute, au Québec. Ils présentent une musique et des textes francophones fortement inspirés du folklore traditionnel, festif et assurément irrévérencieux. Ils définissent leur style comme étant du rock 'n' roll de campagne.

## Biographie
Henri Band est formé en 1990, à Lachute, au Québec. Trois ans après sa création, le groupe publie un premier album en janvier 1994, simplement intitulé Henri I, aux Disques Bayart. Le deuxième album, intitulé Henri II, est lancé en avril 1996 au Café-Campus, deux vidéoclips ont été réalisés sur des pièces provenant de cet album. L'album Henri III est lancé en mai 1998, le mois suivant, le groupe joue au parc Maisonneuve pour la Saint-Jean-Baptiste devant une foule estimé à 150 000 personnes.
Le 28 juillet 2002, le groupe est en spectacle aux Francofolies de Montréal. En novembre 2004, ils publient leur quatrième album, Le Tour du libraire.
Le 19 septembre 2006, le groupe publie son cinquième album, intitulé Rock 'n' roll de campagne, au label La Tribu. L'album incorpore « non sans humour ses réflexions plus profondes sur la vie, la politique, l’injustice ou le capitalisme sauvage, sans bien sûr omettre de clamer sa grande soif d’amour et de révolution. » Le 30 décembre 2006 ils jouent en première partie du spectacle des Cowboys Fringants au Centre Bell. L'année suivante, leur label La Tribu publie une compilation intitulé La Cuvée des rois 1990-2002, retraçant, comme le titre l'indique, les morceaux du groupe entre 1990 et 2002.
En 2009, le groupe publie son sixième effort, Ça travaille fort, qui se veut un voyage initiatique à même les sources d’inspirations qui ont mené à la création de ce style musical auto-proclamé par Henri Band, le « rock’n roll de campagne ». Cette même année, ils jouent notamment au Parc du Mont-Royal lors de la Journée nationale des patriotes, le 18 mai 2009.
Le 23 juin 2010, ils jouent pour la fête nationale québécoise au Parc Molson à Montréal. En 2016, ils se présentent à Sainte-Marguerite-du-Lac-Masson pour une performance.
En juin 2024, Henri Band lance son huitième album, Hardi Har!, qui se veut un retour aux sources pour la formation. Le premier extrait, Chez nous, est une adaptation de This Land Is Your Land de Woody Guthrie.

## Style musical
En plus de 30 années d’existence, le Henri Band a exploré et développé maintes avenues du paysage musical, passant du traditionnel au rock, du folk au country, du celtique au klezmer, le tout dans une invention et une intention festive et contagieuse. Ils se permettent de réviser leurs classiques : de Woody Guthrie en passant par Ramblin’ Jack Elliot pour l’inventivité de la chanson sociale de type « walking blues » ; de la Famille Carter à Johnny Cash pour l’harmonisation chorale des voix; de l’énergie brute punk celtique des Pogues à la fougue celtique traditionnelle des Dubliners.
Henri Band appelle son style musical le « rock’n roll de campagne » ou « rock agricole ». Pour voir.ca, le groupe est « à contre-courant des rouages de l’industrie de la musique, les membres du groupe ont pris le pari, après trois albums, de continuer à manufacturer artisanalement leurs idées. De microbrasser leurs insolences. » En concert, le groupe a la particularité de faire crier « hardi! har! » à son public.

## Membres

### Membres actuels
- Robert Simard - textes, voix, guitare
- Stéphane Arseneau - basse, harmonica, podorythmie, voix
- Benoit Dion - batterie, accordéon, piano
- Daniel Gagné - batterie, mandoline, guitares, voix
- Christian Rault - guitares, piano, banjo, voix

### Ancien membre
- Christian « Rosaire » Légaré - piano, orgue, accordéon, voix
- Benoit J. Desjardins - guitares, voix
- Francis Henri Lépine - guitares, voix

## Discographie
- 1993 : Henri I (Disques Bayart)
- 1996 : Henri II (Les Disques MPV)
- 1998 : Henri III (Les Disques MPV)
- 2004 : Le Tour du libraire (La Tribu)
- 2006 : Rock 'n' roll de campagne (La Tribu)
- 2007 : La Cuvée des rois 1990-2002 (La Tribu)
- 2009 : Ça travaille fort! (La Tribu)

- 2024 : Hardi Har! (Les Disques Phoenix)

## Vidéographie
Ces vidéos ont été, somme toute, peu diffusées par les médias.
- 1993 : Le Fou du roi
- 1995 : Le Bum de la campagne
- 1996 : Promesse d’ivrogne
- 1996 : Conte d’amour et de boisson
- 2009 : Bonheur tranquille
- 2024 : Chez nous [8]
- 2024 : Hardi har